# Armaria
Armaria (łac. armarium – szafa, archiwum) – rodzaj mebla. 
Nazwa pochodzi prawdopodobnie od nazwy szafy zwanej armarium, używanej w starożytności do przechowywania broni. W języku staropolskim terminem armaria lub almaria określano różne szafy, skrzynki lub szkatułki w których przechowywano książki, dokumenty i cenne przedmioty. W średniowieczu terminem tym określano szafę wbudowaną w ścianę lub wolno stojącą w zakrystii, w której przechowywano przedmioty liturgiczna.